# جیمز دونالد
جیمز دونالد بازیگر اسکاتلندی هالیوود بود که در تاریخ ۱۸ مه ۱۹۱۷ در شهر ابردین، اسکاتلند زاده شد.
در کارنامه هنری وی کارهای سینمایی بسیاری دیده می‌شود که از جمله برجسته‌ترین آنها می‌توان به فیلم‌های پل رودخانه کوای و فرار بزرگ اشاره کرد.
وی در سال ۱۹۹۳ و در سن ۷۶ سالگی در شهر ویلتشر از دنیا رفت.